# Liste der Monuments historiques in Barges (Côte-d’Or)
Die Liste der Monuments historiques in Barges führt die Monuments historiques in der französischen Gemeinde Barges auf.

## Liste der Objekte
| Bezeichnung | Beschreibung           | Standort                                     | Kennzeichnung | Schutzstatus | Datum | Bild |
| ----------- | ---------------------- | -------------------------------------------- | ------------- | ------------ | ----- | ---- |
| Pietà       | Stein, 16. Jahrhundert | in der Kirche Assomption-de-la-Vierge (Lage) | PM21000171    | Classé       | 1976  |      |